# Ronde des marionnettes
La Ronde des marionnettes, op. 104, est une œuvre de la compositrice Mel Bonis, datant de 1913.

## Composition
Mel Bonis compose sa Ronde des marionnettes pour chœur d'enfants à l'unisson sur une poésie qu'elle écrit elle-même. L'œuvre est publiée l'année de sa composition, en 1913, aux éditions Poulalion.

## Analyse
La compositrice écrit elle-même le texte de sa pièce, en faisant preuve d'un certain humour qu'on ne rencontre que dans les pièces pédagogiques comme la Ronde des marionnettes.

## Sources
- Étienne Jardin, Mel Bonis (1858-1937) : parcours d'une compositrice de la Belle Époque, 2020 (ISBN 978-2-330-13313-9 et 2-330-13313-8, OCLC 1153996478, lire en ligne)